# Ivan Jurič
Ivan Jurič se je rodil 1. oktobra 1868 v Medani v goriških Brdih, umrl pa je 10. avgusta 1894 v Gorici, star komaj 26 let. 
Na gimnaziji se je Jurič učil slovanske jezike, italijanščino in francoščino, spoznaval ta slovstva in že resno preučeval filozofijo. Pobudo mu je dajal A. Mahnič. Po dovršeni gimnaziji je prišel v rimski Collegium Germanicum-Hungaricum, študiral sholastiko in dosegel filozofski doktorat.
V gor. Rimskem katoliku in dunajski Zori je objavil več filozofsko-estetskih razprav, v katerih je videti njegovo temeljito izobrazbo in očiten talent filozofa-misleca. To so: Naše spoznavanje o čutnem svetu in tomizem, Goethejev »Faust« in Dantejeva »Divina Commedia«. Donesek v označitev naturalistične in kristjanske poezije, Novodobna veda – pa Aristotel in Tomaž Akvinski, Ljubezen v Petrarkovih rimah z ozirom na slov. lirika prvaka, Učenost pa modrost ali česa nam je najbolj treba (povzeto po: Slovenska biografija)
Iz Juričevih spisov veje že jasno spoznanje, da katoliška filozofija nima nič skupnega ne z Descartesom ne s katerimkoli drugim pomembnim novoveškim filozofom in da je vsa novoveška filozofija zato pač zmotna, ki jo je treba čim prej premagati in zavreči. Intenziven študij sholastične, posebno Tomaževe filozofije in tomistično interpretirane Aristotelove filozofije mu ob neupoštevanju bistva novoveške filozofije daje občutek popolne duhovne premoči nad vsem tem novoveškim nihilizmom. Z vsem tem spada Jurič že v drugo fazo obnove sholastike na Slovenskem. Za svoja leta je bil Jurič tudi zelo izobražen in razen tega mu moramo priznati tudi velik talent (citirano po:Urbančič, Ivan,Poglavitne ideje slovenskih filozofov med sholastiko in neosholastiko, 1971).
Svoje filozofske ideje je Jurič najbolj jasno razvil v članku Novodobna veda - pa Aristotel in Tomaž Akvinski. Uvodoma opozarja naprednjake, da ne poznajo Aristotela in Tomaža Akvinskega in zato, seveda neupravičeno, odklanjajo njun pomen za novodobno vedo. Zaradi tega ima Jurič namen samo v glavnih obrisih orisati bistvene poteze aristotelizma in tomizma. Za vodilo svoji študiji postavi Jurič zdravo pamet in ozir na nravne in socialne posledice. Tako, pravi, bo osvetlil zmede modernih naukov. Po tem uvodu preide Jurič k vprašanju, kaj je veda. Moderni teoretiki, ki skupaj s Kantom zanikajo objektivno veljavo kavzalnosti, so uničili vedo v smislu stare filozofije. Skeptiki pa spet zanikajo možnost gotovosti spoznanja. Moderni znanstveniki pa priznavajo le pozitivno znanost, čes zato, ker se ne oddaljuje od svojih predmetov v zračne svetove načelnih premišljanj. Zdrava pamet pa nam veleva, pravi Jurič, preiskovanje vzrokov navzgor vse do najvišjega vzroka – Boga. Prava veda je tedaj tista, ki zadovoljuje te zdravorazumske potrebe ali težnje z raziskovanjem vzrokov stvarstva. To pa ravno najdemo, po Juriču, v Aristotelovem in Tomaževen nauku, ki išče najvišji vzrok stvari kot najvišjo bit. Jurič preide do sklepa, da moderni vek prezira modroslovje. Vzrok za to pa vidi v moderni filozofiji sami; to so po njegovem zakrivili "gorostasni" nesmisli tako zvanih transcendentalnih filozofok kot na primer Hegel in Fichte. Krivi nazori, najneslanejši in skrajno nasprotni nauki modernih mislecev so zanj filozofske zmote, katere so zapolnjene s kartezijanskimi novotarijami, dospele do vrhunca v znanstvenem in socialnem nihilizmu naših dni in katere se nam javljajo kot naravni plod ter posledica preziranja bistvenih principov aristoteliško-tomističnih. Tu je seveda jasno izraženo spoznanje, da je za katoliško (tomistično) filozofijo vse od kartezijanstva naprej filozofska zmota (citirano po:Urbančič, Ivan,Poglavitne ideje slovenskih filozofov med sholastiko in neosholastiko, 1971).

### Razprave s filozofsko vsebino:
- Naše spoznanje o čutnem svetu in atomizem
- Goethejev Faust in Dantejeva Divina Comedia
- Novodobna veda - pa Aristotel in Tomaž Akvinski
- Učenost pa modrost - ali časa nam je najbolj treba
- Ljubezen v Petrarkovih rimah z ozirom na slov. lirika prvaka